# Center for Creative Photography
Le Center for Creative Photography, fondé en 1975 par John Schaefer, alors président  de l'université de l'Arizona et le photographe Ansel Adams, et situé sur le campus de université de l'Arizona à Tucson, est un centre de recherche qui détient les fonds de plus de soixante des photographes majeurs des États-Unis, dont ceux de Ansel Adams, Edward Weston, William Eugene Smith, Harry Callahan et Garry Winogrand, ainsi que plus de 80 000 photographies réalisées par plus de 2 000 photographes.